# Endecatomus rugosus
Endecatomus rugosus är en skalbaggsart som först beskrevs av Randall 1838.  Endecatomus rugosus ingår i släktet Endecatomus och familjen kapuschongbaggar. Inga underarter finns listade i Catalogue of Life.

## Bildgalleri

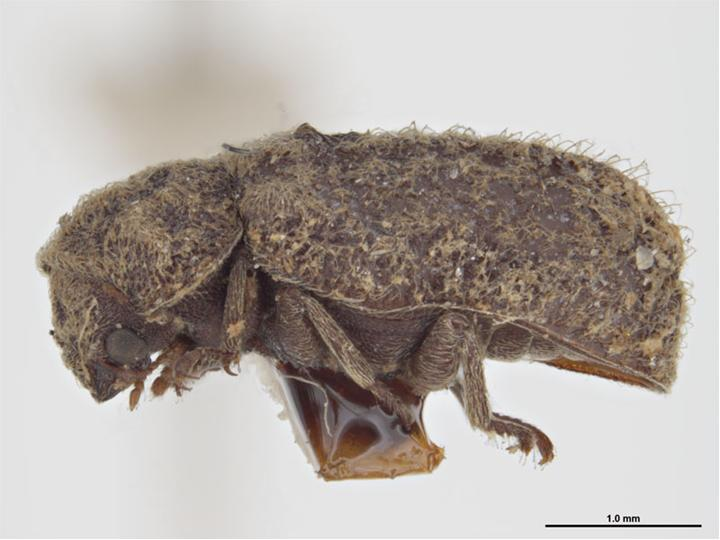